# Одзима (станция)
Станция Одзима (яп. 大島駅 о:дзима эки) — железнодорожная станция, расположенная в специальном районе Кото в Токио. Станция обозначена номером S-15. Была открыта 21 декабря 1978 года. На станции установлены автоматические платформенные ворота.

## Планировка станции
2 островных платформы и 3 пути.
| 1 | ○ Линия Синдзюку | Синдзюку, Сасадзука, Хасимото |
| 2 | ○ Линия Синдзюку | Синдзюку, Сасадзука, Хасимото (используется для ожидания проходящих экспрессов либо поездами, для которых станция является конечной) |
| 3 | ○ Линия Синдзюку | Мотоявата (используется для ожидания проходящих экспрессов либо поездами, для которых станция является конечной)                     |
| 4 | ○ Линия Синдзюку | Мотоявата |

## Окрестности станции
Станция расположена под Столичным Шоссе 50 (Син О:хаси до:ри) вблизи его пересечения с Столичным Шоссе 476 (Кю:хати до:ри). В округе расположены как коммерческие так и жилые строения.

## Автобусы
Toei Bus: Остановка Одзима-Экимаэ
- Куса 24: до остановки Aсакуса-Котобукитё
- Камэ 24: до остановки Касайбаси; через станцию Ниси-Одзима до станции Камэйдо
- Камэ 21: до остановки Тоётё; через Суйдзимори до станции Камэйдо

## Близлежащие станции
| «              |                | Линия          |                | »              |
| Линия Синдзюку | Линия Синдзюку | Линия Синдзюку | Линия Синдзюку | Линия Синдзюку |
| -------------- | -------------- | -------------- | -------------- | -------------- |
| Ниси-Одзима    | Ниси-Одзима    | Local          | Хигаси-Одзима  | Хигаси-Одзима  |
| Морисита       | Морисита       | Express        | Фунабори       | Фунабори       |